# The Girl Who Ran Wild
The Girl Who Ran Wild er en amerikansk stumfilm fra 1922 af Rupert Julian.

## Medvirkende
- Gladys Walton som M'liss
- Marc Robbins som 'Bummer' Smith
- Vernon Steele
- Joseph J. Dowling som John
- William Burress som Johnny Cake
- Al Hart
- Nelson McDowell som Deacon McSnagley